# Jenny Estrada
Jenny María Estrada Ruiz (Guayaquil, 21 de junio de 1940-Guayaquil, 9 de febrero de 2024) fue una periodista, comunicadora, líder de opinión, escritora e historiadora ecuatoriana.  Destacó principalmente los temas de personajes de identidad de Guayaquil y las figuras femeninas. Fue miembro de número –emérita– de la Academia Nacional de Historia y de la Academia Marítima y Fluvial del Ecuador.

## Biografía
Periodista profesional e historiadora guayaquileña. Hija de Miguel Estrada Valle, doctor en Jurisprudencia, y Olga Ruiz Robles, cantante de ópera. Cursó sus estudios del bachillerato en el colegio "La Inmaculada" de Guayaquil. En 1968 inició su carrera como periodista de opinión, abriendo el cauce a la participación femenina en la página editorial del diario El Universo, donde fue la primera mujer en tener una columna propia tratando temas de contenido sociopolítico y cultural a lo largo de diez años. Más adelante incursionó en la entrevista de contenido humano y el reportaje analítico, consolidando su labor a lo largo de tres décadas en las que colaboró en otros importantes diarios y principales revistas del país, extendiendo su experiencia de la comunicación social a la televisión y a la radiodifusión.

## Estudios
Estudió piano en el Conservatorio Nacional Antonio Neumane de Guayaquil.
Aplicó a la escuela de Agricultura tropical en Honduras pero en respuesta el director de la institución le explicó que el proyecto aún no consideraba mujeres.
Viajó a Estados Unidos para estudiar un secretariado ejecutivo. Vivió y estudió en Hackensack, New Jersey y eventualmente en Nueva York.
Obtuvo su credencial de investigadora en el Archivo General de Indias por la Universidad de Sevilla.

## Vida laboral
En 1959, de regreso de sus estudios en Estados Unidos, Jenny Estrada incursionó por un corto periodo como azafata en la compañía "Líneas Internacionales Aéreas" gracias al apoyo de su padre. Para Jenny, su padre era un hombre adelantado en su época respecto a la liberación de la mujer, debido a que le impulsaba a intentar cosas nuevas.
Fue secretaria recepcionista en la transnacional petrolera Tennessee del Ecuador, con base de operaciones en Ancón.
En 1968 inició como la primera editorialista mujer del diario El Universo, además durante 10 años colaboró, no solo como editorialista, sino también como entrevistadora y reportera de varios temas políticos de la época.
En 1968, varios manuscritos suyos, sobre problemáticas sociales de la época, llegan a manos de Sucre Pérez Castro y Francisco Pérez Castro, director y subdirector del diario El Universo de ese entonces. Por este motivo es invitada a formar parte del diario e inicia su carrera periodística con el artículo titulado La mendicidad infantil, el cual trataba sobre bandas que explotaban a niños sin hogar en las calles de Guayaquil. Fue la primera mujer en tener columna propia y la mantuvo durante el periodo de diez años como "La opinión femenina", bajo el pseudónimo de María Ignacia.
Durante su trayectoria en diario El Universo, también realizó reportajes periodísticos. Su primer reportaje trató sobre la vida de una mujer campesina de Yaguachi, llamada Flérida. El objetivo de este trabajo periodístico era revelar la realidad de una mujer humilde que vivía en una casa de caña y se dedicaba a criar a sus hijos.
Trabajó en el diario El Telégrafo con la página semanal “Mundo Femenino”, que difundía noticias nacionales e internacionales relacionadas con las mujeres. Resaltaba el avance de la mujer ecuatoriana, pues tenía como objetivo sacar del anonimato a figuras femeninas que eventualmente llegaron a ocupar primeros planos.
En 1974 conformó en Guayaquil un Comité Nacional para el «Año Internacional de la Mujer» que la ONU declaró sería en 1975. Trabajando con feministas como Isabel Herrería, Ana Moreno y  Ketty Romo-Leroux, organizaron asambleas democráticas, mesas redondas y foros de discusión demandando atención estatal, participación equitativa en asuntos de gobierno y leyes reformadas y redactadas por mujeres. 
Se desempeñó como relacionista de la Feria Internacional del Ecuador para América Latina.
En 1984, hizo de conductora y directora de un programa femenino "Nosotros" (1984-1986) que se transformó en espacio sociocultural. 
De 1986 a 1990, laboró en la Armada Nacional como directora administrativa, jefe de investigaciones y publicaciones, del Instituto de Historia Marítima.
En 1994 se convirtió en la primera mujer comentarista de Radio Cristal.
La Academia Nacional de Historia la integró como miembro de número, siendo esta una de las pocas ocasiones en que hizo tal distinción a una mujer.
En 1997 fue candidata al Congreso Nacional por el Movimiento Mujeres de Guayaquil.

## Reconocimientos
En 1977 la Federación Nacional de Periodistas y el Ministerio de Educación cumplen el Decreto Supremo N.° 799 y le conceden el título de Periodista Profesional, es el primer reconocimiento profesional a su carrera.
- Mérito Cultural del Colegio Germania (1985).[7]
- Reconocimiento Cantón San Francisco de Asís de Puebloviejo (1988).[7]
- Primer lugar en el Concurso Nacional de Reportajes (1988).[8]
- Galardón por la Federación Iberoamericana de Asociaciones de periodismo (1993).[7]
- Reconocimiento y agradecimiento de la Escuela Matilde Hidalgo de Prócel (1994).[7]
- Presea Centenario de la Institución otorgada por la Sociedad Hijos del Trabajo (1995).[7]
- Otorgamiento de las Llaves de la Ciudad de Loja (1997).[7]
- Medalla otorgada por la Asociación Iberoamericana de Mujeres Ejecutivas de Loja (1997).[7]
- Agradecimiento por parte de la Unión de Mujeres Lojanas (1998).[7]
- Condecoración AIME por su desempeño en difundir los valores de la mujer lojana (1999).[7]
- Mención de honor del directorio y socios del club Boca y 9 de Guayaquil (1999).[7]
- Reconocimiento del Consejo Provincial del Guayas (2001).[7]
- Reconocimiento de la Escuela Superior Politécnica del Litoral (2001).[7]
- Condecoración Nacional al Mérito Cultural, Grado Comendador en el gobierno de Gustavo Noboa (2002).[7]
- Presea Carlos Zevallos Menéndez por la Casa de la Cultura Ecuatoriana.[7]
- Condecoración de la Comisión Nacional Permanente de Conmemoraciones Cívicas de la Presidencia de la República.[7]
- El botón de oro Maestra Cultural (2009).[7]
- Reconocimiento del Instituto de Historia Marítima (2011).[7]
- Gran Dama de la Cultura, por la Casa de la Cultura Ecuatoriana Benjamín Carrión (2012).[7]
- Reconocimiento Dejando Huellas (2012).[7]
- Reconocimiento de la Unidad Educativa Cristóbal Colón (2014).[7]
- Condecoración "Matilde Hidalgo de Prócel al Mérito Cultural” durante la sesión 540 del Pleno de la Asamblea Nacional (2018)[9]

## Museo Municipal de la Música Popular "Julio Jaramillo"
El 1 de marzo del 2008, junto al municipio de Guayaquil, crea la fundación «Museo Municipal de la Música Popular» que tomará el nombre de "Julio Jaramillo", conocido expositor de la música popular ecuatoriana. De acuerdo a una entrevista realizada por Mario Muñoz Arévalo en 2016, Jenny Estrada contó que en un inicio sugería los nombres «Museo de la música popular guayaquileña» o, en honor al compositor guayaquileño, Nicasio Safadi. Sin embargo, el alcalde Jaime Nebot insistió con el nombre “Julio Jaramillo” con el fin de que los guayaquileños se reencontraran con su identidad.
El principal objetivo del museo es preservar obras de artistas e intérpretes guayaquileños o que residieron en la ciudad, además de  enriquecer el patrimonio cultural del país y difundir información desconocida sobre sus obras hacia las nuevas generaciones.  En el museo se pueden encontrar ejemplares que muestran más de 100 años de la música popular del puerto. La historia concentrada data desde  el año 1892, año de la fundación de la primera escuela de música en Guayaquil, hasta 1978, año de la muerte de Julio Jaramillo. Además, se puede encontrar información sobre la industria fonográfica ecuatoriana y mundial. Otro de los objetivos del museo es servir a la ciudadanía guayaquileña por medio de tertulias dominicales, producción de cancioneros, documentales de televisión, y bibliotecas musicales.
Dentro de las instalaciones funciona la escuela del Pasillo nombrada como un compositor ecuatoriano, de origen libio, “Nicasio Safadi Reves”. Su objetivo, al igual que el museo donde se encuentra, es fomentar el interés de los jóvenes sobre un género popular de la música ecuatoriana. Las clases son impartidas por artistas como Carlos Rubira Infante, Fresia Saavedra, Naldo Campos, entre otros. Se ofertan cursos de  canto, piano, arpa y guitarra para jóvenes entre 12 y 22 años, y de acordeón para personas de cualquier edad.
Tanto mis libros como el Museo J.J. reflejan mi sincero interés por la defensa de nuestra identidad cultural, que en el caso del Museo y la Escuela del Pasillo se concentra en hacer que nuevas generaciones aprendan a expresar sus sentimientos a través de nuestra música, conservando el apego al pasillo, género musical que nos identifica ante al mundo
Creó un libro en el que se muestran los motivos que la inspiraron para realizar esta tarea, logros alcanzados y proyecciones futuras. Fue directora del museo desde su creación hasta diciembre de 2019.

## Obras publicadas
Algunas de sus obras son:
- Las mujeres de Guayaquil, siglo XVI al XX (1972).[20]
- Una mujer total, Matilde Hidalgo de Procel: biografía (1981)[21]
- Personajes y circunstancias: (entrevistas y reportajes). Casa de la Cultura Ecuatoriana Benjamín Carrión, Núcleo del Guayas, 1982 - 259 p.[22]
- Mujeres de Guayaquil[23] (1984). Guayaquil: Publicaciones del Banco Central del Ecuador. Archivo Histórico del Guayas, 1984. [24]
- La epopeya del Aviso Atahualpa (1990)[25]
- Ancón en la historia petrolera ecuatoriana: 1911 - 1976. ESPOL, 2001 - 302 p. ISBN 997841794X, ISBN 9789978417942
- El montubio
- "El Tiempo de la Yapa" (1994)
- Los italianos de Guayaquil. Guayaquil: Sociedad Italiana Garibaldi , 1994.[26]
- Herencia de Italia en Guayaquil: mujeres destacadas. Muy Ilustre Municipalidad de Guayaquil, 2011 - 143 p.[27]
- Sabores de mi tierra, historia y tradiciones de la mesa guayaquileña. Poligráfica. Guayaquil, 2013 – 288 p.[28]
- La Navegación prehispánica[29]

### Una mujer total, Matilde Hidalgo de Procel: biografía(1981)
Biografía y poemario inspirado en la médica, activista y poetisa ecuatoriana Matilde Hidalgo de Prócel, a quien Jenny Estrada conoció en una reunión social lo cual resultó en su interés por conocer más acerca de su vida. Buscó realizar una entrevista, pero no la pudo llevar a cabo debido a que la Dra. Prócel enfermó y murió poco tiempo después, pero persistió y obtuvo la información que necesitaba de familiares cercanos de aquella. Con la información que recogió pudo publicar en 1981 la primera edición de esta biografía. Este libro se enfoca en el tema de la lucha de la mujer latinoamericana en cuanto a la igualdad de los derechos, prejuicios y el papel de la mujer en la sociedad y la historia.